# Ochlokrácia
Az ochlokrácia (görög nyelven: ὀχλοκρατία) vagy „utcauralom” a demagógia révén elfajult demokrácia egy formája, amelyben ideiglenesen a tömeg vagy csőcselék uralkodik, vagy kényszeríti rá akaratát az alkotmányosan működő vezetésre. Ez a forma csak rövid ideig áll fenn, más szervezett formák átmeneti időszakában. Nem azonos az anarchiával, ami hosszabb ideig fennmaradhat.
Ez a forma a többségelvűség (majoritarianizmus) pejoratív megnevezéseként rokonértelmű a latin mobile vulgus („könnyen mozgósítható/ingatag tömeg”) kifejezéssel.